# Jihad Watch
Jihad Watch är världens största islamkritiska webbplats. Jihad Watch är knuten till den konservativa stiftelsen David Horowitz Freedom Center och drivs av den amerikanska författaren Robert Spencer.
Enligt webbplatsen har en teologi förespråkande av våldsam jihad, som förvägrar icke-muslimers jämställdhet och mänskliga rättigheter präglat islams historia. Jihad Watch säger sig vilja uppmärksamma den ideologiska och teologiska roll jihad spelar i den moderna världen och för att korrigera missuppfattningar om den roll som jihad har i vår tids konflikter. Webbplatsen har blivit kallad islamofobisk av utomstående som menar att Jihad Watch ställer islam och de troende i negativ dager, en kritik som Spencer dementerat.

## Bidrag till debatten och politisk positionering
På Jihad Watch finns inlägg från bland annat Spencer och Hugh Fitzgerald, vice VD för Jihad Watch.
Abdel Bari Atwan, redaktör på den Londonbaserade pan-arabiska nyhetstidningen Al-Quds Al-Arabi, har skrivit att det effektivaste spårnings- och övervakningsarbetet av jihadistwebbplatser inte görs av FBI och MI6 men av privata grupper, såsom Haganah, SITE och Jihad Watch.
Webbplatsens inlägg har citerats i bland annat The New York Times, The Christian Science Monitor, Daily Mail och Toronto Sun.
Jihad Watch har också sagt att högerextrema English Defence League (EDL) "förtjänar stöd från alla fria folk" och beskriver EDL:s motståndare i Unite Against Fascism som fascister. Jihad Watch lyfts fram på EDL:s webbplats.
Flera försök att få webbplatsen nedstängd på grund av hets mot folkgrupp har till största delen inte varit framgångsrikt.

## Dhimmi Watch
Dhimmi Watch var en av Spencer administrerad blog på Jihad Watchs webbplats, men sedan mars 2009 är bloggen ihopslagen med Jihad Watch.

## Finansiering
Jihad Watch verksamhet finansieras av enskilda individer och stiftelser, såsom den konservativa Bradley Foundation och Joyce Chernick, fru till Aubrey Chernick.

## Kritik
Den amerikanska icke-statlig organisationen Council on American-Islamic Relations (CAIR) har kallat Jihad Watch för en "hatsida på Internet" och menar att den är "ökänd för sin skildring av islam som en naturligt våldsam tro som är ett hot mot världsfreden". Brian Whitaker på den vänsterorienterade The Guardian har beskrivit Jihad Watch som en notoriskt islamofobisk webbplats, medan andra kritiker såsom Dinesh D'Souza, Karen Armstrong och Cathy Young har anfört vad de menar är en avsiktlig demonisering av Islam och muslimer från Spencers sida, att religionen som sådan är våldsam och de troende benägna att utföra terrorism.
Den tidigare pakistanska premiärministern Benazir Bhutto har i sin bok Reconciliation: Islam, Democracy, and the West att Spencer använder Jihad Watch för att sprida osanningar och hat mot Islam. Hon menar att han ger en skev, ensidig och hetsande bild som bara hjälper till att så frön till civilsationskonflikt. Webbsidan Spencer Watch och Loon Watch startades som en reaktion mot Spencer och Jihad Watch och kritiserar Spencers kritiska förenklingar.

### Svar på kritiken
På kritiken om att Jihad Watch skulle vara islamofobiskt har Spencer svarat att termen islamofobisk är en etikett som används av muslimska apologeter som verktyg för att tysta kritiska åsikter.